# Parastasia jamesonae
Parastasia jamesonae är en skalbaggsart som beskrevs av Yuiti Wada 2008. Parastasia jamesonae ingår i släktet Parastasia och familjen Rutelidae. Inga underarter finns listade i Catalogue of Life.